# Mộng tinh
Mộng tinh là hiện tượng xuất tinh của nam giới vào lúc ngủ có kèm hoặc không kèm theo việc chiêm bao thấy kích thích tình dục hoặc quan hệ tình dục. Các từ lóng giấc mơ ướt, đêm mơ thấy…thác đổ, bắn máy bay đêm thường để chỉ mộng tinh.
Mộng tinh là một hiện tượng bình thường của cơ thể nếu không xảy ra quá nhiều hoặc kèm theo một số triệu chứng khác. Mộng tinh có thể xảy ra ở mọi lứa tuổi nhưng thường xảy ra ở tuổi dậy thì và giảm dần sau khi lập gia đình. Đây là một cơ chế giải phóng tinh dịch dư thừa khi không có thủ dâm hay quan hệ tình dục, thủ dâm cũng có thể là nguyên nhân gây mộng tinh.

## Một số nguyên nhân gây mộng tinh
- Ăn uống không đầy đủ chất dinh dưỡng, cơ thể suy nhược làm rối loạn việc xuất tinh
- Cơ thể mệt mỏi, suy nhược, căng thẳng thần kinh[3]
- Mặc quần lót quá bó chặt và thường cọ vào dương vật gây cương cứng thường xuyên
- Xem phim, ảnh, sách báo, tạp chí có nội dung khiêu dâm trước khi ngủ
- Các khích thích tình dục khiến tâm lý ám ảnh. Ban ngày tiếp xúc với tình huống kích dục hay thủ dâm quá nhiều, ban đêm dễ bị mộng tinh
- Thường xuyên sử dụng rượu bia và các chất kích thích

## Một số cách khắc phục chứng mộng tinh
- Ăn uống bổ sung đầy đủ các chất dinh dưỡng
- Tham gia các hoạt động thể dục thể thao lành mạnh nâng cao thể chất, tinh thần và sức khỏe
- Mặc quần lót rộng rãi thoáng mát
- Tham gia các hội đoàn, hoạt động công tác xã hội, từ thiện để tránh có nhiều thời gian suy nghĩ về tình dục[4]
- Không xem phim, ảnh, sách báo, tạp chí có nội dung khiêu dâm
- Tránh nghĩ đến, thảo luận, bàn bạc về vấn đề quan hệ nam nữ khiến tình trạng trở nên trầm trọng hơn
- Không được sử dụng rượu bia và các chất kích thích